# Ірландське віскі
Ірландське віскі (з ірландської Fuisce або uisce beatha) — віскі, виготовлене на острові Ірландія. Слово «whiskey» (або whisky) походить від ірландського uisce beatha , що означає вода життя.  Колись ірландське віскі було найпопулярнішим спиртним напоєм у світі, хоча тривалий період занепаду, починаючи з кінця 19 століття, завдав серйозної шкоди цій галузі  настільки, що хоча Ірландія могла похвалитися принаймні 28 дистелеріями у 1890-х роках, до 1966 року це число впало лише до двох, а до 1972 року залишилися винокурні, Bushmills Distillery і Old Midleton Distillery (замінені на New Midleton Distillery), які належали лише одній компанії, Irish Distillers.
Ситуація монополії була покладена у 1987 році завдяки академічно продуманому запуску першої за десятиліття нової винокурні Cooley Distillery.  З 1990 року популярність ірландського віскі відновилася, і він став найшвидше зростаючим ринком алкоголю у світі. Експорт зростає більш ніж на 15% на рік, існуючі дистелерії були розширені та побудовано кілька нових. Станом на грудень 2019 року в Ірландії працювало 32 лікеро-горілчаних заводи, більшість з яких плануються або будуються.  

## Історія

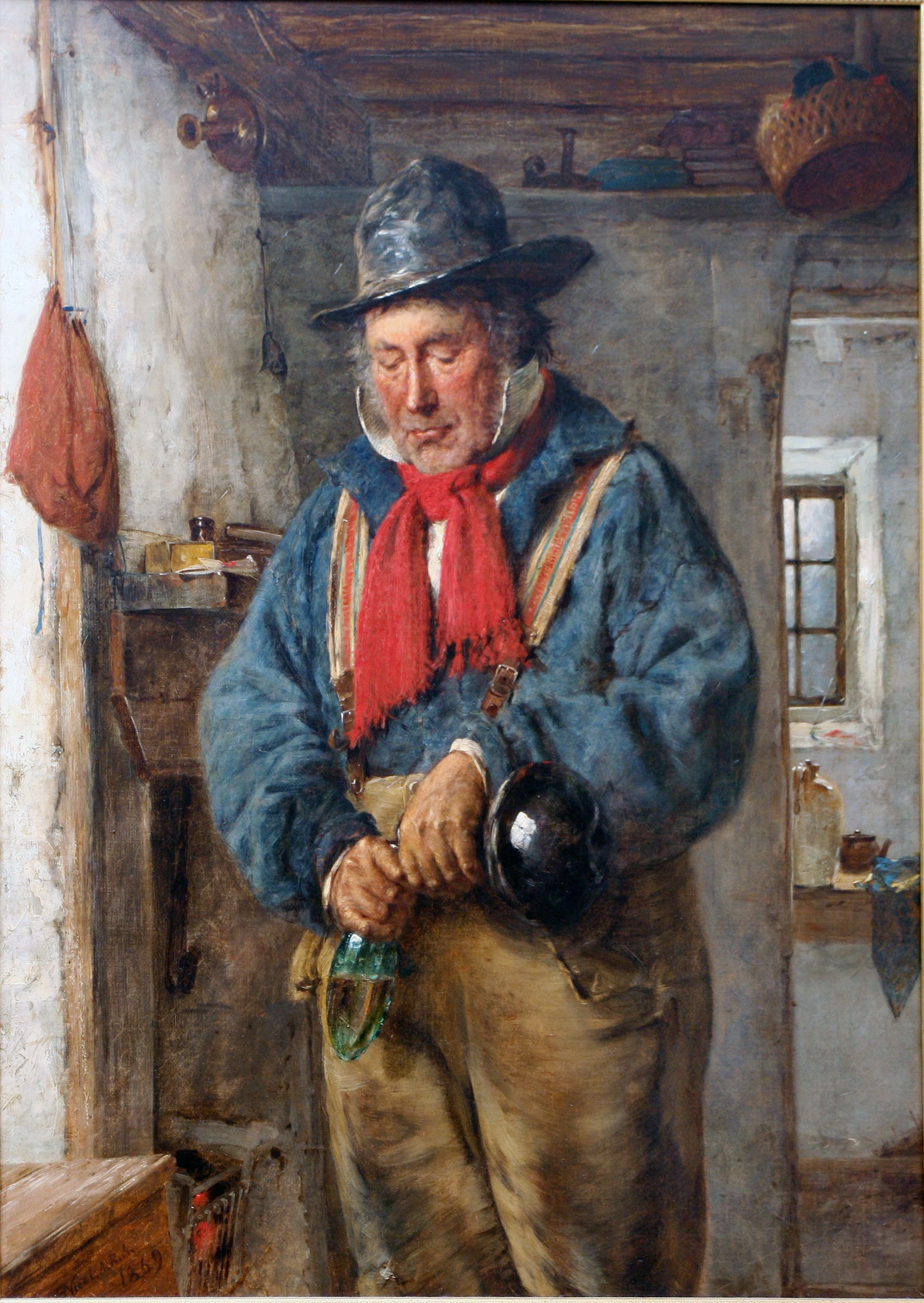
Ерскін Нікол - «Похибка від холоду» - Ірландець наливає віскі 1869 року. Частина ірландської колекції Ерскіна Нікола, картина з ірландського життя.

Ірландське віскі було одним з перших дистильованих напоїв в Європі, що з'явився приблизно в 12 столітті. Вважається, що ірландські монахи привезли техніку дистиляції назад до Ірландії зі своїх подорожей до Південної Європи близько 1000 року нашої ери. Потім ірландці модифікували цю техніку для отримання спиртного напою, придатного для пиття.
Хоча віскі називали «whiskey», але спирт, вироблений у цей період, відрізнявся від того, що зараз визнається віскі, оскільки він не був витриманий і часто був ароматизований ароматичними травами, такими як м'ята, чебрець або аніс. Irish Mist, лікер в основі віскі, випущений у 1963 році, нібито заснований на такому рецепті.
Відомо, що виробництво віскі в Ірландії відбувається вже сотні років, записи про виробництво віскі в Ірландії буває важко знайти, особливо в перші роки, коли виробництво було нерегульованим. Навіть у пізніші роки, коли виробництво часто було нелегальним, офіційні записи мають мало спільного з реальністю. Крім того, оскільки багато ірландських записів традиційно були усними, а не письмовими, деталі про раннє виробництво, ймовірно, втрачені.
Найдавніша відома документальна згадка про віскі в Ірландії датується 1405 роком; в «Анналах Клонмакнуса» було написано, що голова клану помер після того, як «перебрав надлишку aqua vitae» на Різдво. Перша відома згадка про нього в Шотландії датується 1494 р. Однак відомо, що до 1556 р. віскі був широко поширений, оскільки акт, прийнятий парламентом Ірландії (3 & 4 Phil. & Mar. c. 7 (I)), оголосив віскі «напоєм, який не приносить жодної користі для щоденного вживання, і який тепер повсюдно виготовляється в цьому королівстві». Цей акт також зробив технічно незаконним для будь-кого, крім «перів, джентльменів і вільних людей великих міст», перегонку спиртних напоїв без ліцензії лорда-депутата. Однак, оскільки контроль корони не поширювався далеко за межі Пейла, укріпленої території навколо Дубліна, це мало ефект. Ірландський віскі також описаний в книзі «Aqua Vitæ: її товари, описані Річардом Стеніхерстом».

### Початок ліцензованої дистиляції
У 1608 році король Яків I надав ліцензію серу Томасу Філліпсу, землевласнику в графстві Антрім. Сьогодні віскікурня  Kilbeggan Distillery в Кілбеггані, графство Вестміт, претендує на звання найстарішої віскікурні в Ірландії, оскільки перша віскікурня в Кілбеггані була заснована в 1757 році (хоча з тих пір вона не працювала безперервно, наприклад, віскікурня Кілбеган була повністю закрита близько 1917 року, а потім знову між 1954 і 2007 роками, а до 1983 року була «в руїнах» і «повністю занедбана») Незважаючи на це, ліцензію постійно оплачували, і зараз віскі в Кілбегані виробляють за оригінальною ліцензією 1757 року. Кілбегган також має те, що вважається найстарішим діючим мідним дистилятором у світі, вперше використаним у 2007 році після того, як його «востаннє використовували у 19 столітті». Однак, завдяки більш ранній ліцензії 1608 року, Old Bushmills Distillery претендує на звання найстарішої з існуючих ліцензій на дистиляцію віскі у світі. Однак сучасна винокурня Bushmills і компанія не були зареєстровані для торгівлі до 1784 року, і, незважаючи на просування ліцензії Філліпса як дати заснування, винокурня Bushmills не походить від жодної винокурні, якою керував Філліпс, ні за правом власності, ні за місцезнаходженням.
У 1661 році Корона запровадила податок на виробництво віскі в Британії та Ірландії. Тому, теоретично, всі виробники віскі в Ірландії повинні були зареєструватися і платити податки. Хоча контроль корони тепер поширювався далеко за межі Пейлу, офіційні дані про дистиляцію віскі в цей період обмежені. Однією з причин цього є те, що до 1761 року реєстрація була добровільною, тому, оскільки реєстрація передбачала сплату податку, її зі зрозумілих причин уникали. Інша причина полягає в тому, що ті, хто мав забезпечувати дотримання закону, часто були місцевими землевласниками, і, якщо їхні орендарі були нелегальними винокурами, дотримання закону було не в їхніх інтересах. Відомо, однак, що перегонка віскі відбувалася в більших обсягах, ніж це офіційно зафіксовано, оскільки, коли реєстрація згодом стала обов'язковою, в кількох реєстраційних документах детально описано використання існуючих потужностей.
З регуляторної точки зору, запровадження закону є історичною віхою, оскільки він чітко розмежовує легальну та нелегальну дистиляцію віскі в Ірландії. У продовж багатьох років після прийняття закону віскі, вироблене зареєстрованими дистиляторами, було відоме як «парламентське віскі», тоді як віскі, вироблене нелегальними виробниками, називалося і досі називається Потін (Poitín) гельський термін, що означає «маленький горщик» (часто англомовний варіант poteen), що означає невеликі перегінні апарати, які використовували нелегальні дистилятори. Хоча традиційно це продукт нелегального виробництва, останніми роками на ринку з'явилося багато легальних різновидів потіну.
У 18 столітті попит на віскі в Ірландії значно зріс, що було зумовлено як значним зростанням населення, так і витісненням попиту на імпортні спиртні напої. Зростання останнього дуже добре видно на прикладі частки ірландських мит, сплачених на легальні спиртні напої наприкінці 1700-х років. У 1770 році на віскі припадало лише 25% загального мита на спиртні напої, що надходило до казни, тоді як мито на імпортний ром становило 51%, а решта порівну ділилася між бренді та джином. Однак, у 1790 році частка віскі становила вже 66%.
Як наслідок такого підвищеного попиту, деякі винокурні надавали перевагу кількості, а не якості, на шкоду своєму продукту. Це спонукало Парламент прийняти Закон про дистиляцію 1759 року (33 Geo. 3. c. 9), який забороняв винокурням використовувати у виробництві віскі будь-які інші інгредієнти, окрім солоду, зерна, картоплі та цукру, а також конкретно забороняв деякі неприємні на смак інгредієнти. Іншим наслідком стало те, що потенційні доходи, втрачені казною через заниження обсягів виробництва на легальних винокурнях та ухилення від сплати податків нелегальними виробниками, стали більш значними, що спонукало Парламент прийняти Закон про винокурні 1779 року (19 Geo. 3. c. 50). Він суттєво реформував порядок обчислення податків на виробництво віскі. Раніше податки сплачувалися на основі обсягів виробництва, які піддавалися маніпуляціям. Однак цей закон усунув потенційну можливість заниження звітності, зробивши податки сплачуваними з потенційного обсягу виробництва винокурні (на основі потужності її перегінних апаратів), а не з фактичного, або звітного, обсягу виробництва. Крім того, закон передбачав покарання для невеликих винокурень, намагаючись зменшити шахрайство у звітності.
Через суворість цього закону, який робив припущення щодо обсягів виробництва (наприклад, 500-галонний перегінний апарат мав виробляти 33 075 галонів на місяць) та мінімальну кількість днів роботи перегінного апарата на рік (112), багато менших або менш ефективних зареєстрованих винокурень були змушені піти у підпілля. У 1779 році, коли був прийнятий закон, в Ірландії було зареєстровано 1228 винокурень; однак до 1790 року ця кількість скоротилася до 246, а до 1821 року працювало лише 32 ліцензовані винокурні. Це призвело до концентрації легальної дистиляції на меншій кількості винокурень, розташованих переважно у великих міських центрах, таких як Корк і Дублін, які пропонували кращі ринки збуту для легальних виробників. У сільській місцевості дистиляція стала більш нелегальною діяльністю, особливо на північному заході Ірландії, де сільськогосподарські землі були біднішими, а потін забезпечував додаткове джерело доходу для фермерів-орендарів, дохід, який орендодавці знову ж таки не поспішали обмежувати, оскільки це послабило б їхню здатність платити орендну плату. Масштаби цієї незаконної діяльності були такими, що, за оцінками одного дослідника, мито сплачувалося лише з 2% спирту, спожитого в північно-західних провінціях Ольстер і Коннот, тоді як Еней Коффі (тодішній акцизний інспектор, а згодом винахідник самогонного апарата безперервної дії) підрахував, що лише в Інішоуені, графство Донегал, працювало понад 800 нелегальних перегінних апаратів. На відміну від цього, нелегальна дистиляція в Мюнстері та Лейнстері була менш масштабною.
За деякими показниками закон був успішним, оскільки обсяг віскі, з якого сплачувався акциз, збільшився з 1,2 мільйона до 2,9 мільйона галонів Крім того, він стимулював капітальні інвестиції у створення більших винокурень (які було легше регулювати) через потребу в економії на масштабах для отримання прибутку від легальної дистиляції. Однак, коли попит на віскі збільшився на початку 1800-х років через зростання населення та зміну моделей споживання (що призвело до того, що віскі стало більш вкоріненим в ірландській культурній діяльності), більша частина попиту спочатку задовольнялася дрібними нелегальними винокурнями, яким не потрібно було платити податки або дотримуватися обмежень закону 1779 року. Фактично, в цей період було доступно так багато нелегального алкоголю, що ліцензовані винокурні в Дубліні скаржилися на те, що його можна було купити «так само відкрито на вулицях, як і буханку хліба».

### Реформа та розширення

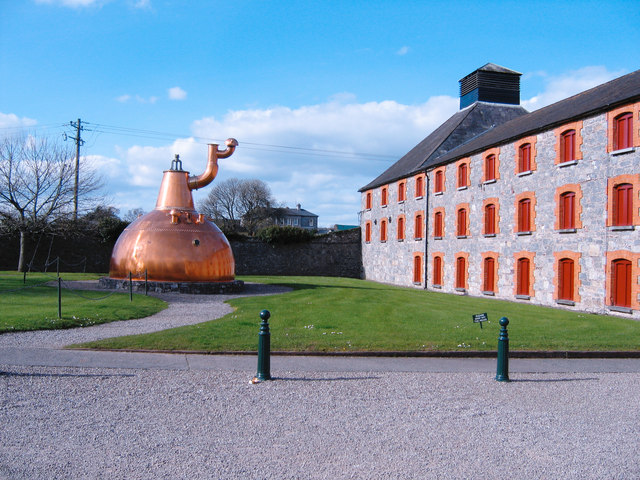
Віскікурня Old Midleton Distillery, перегінний апарат Pot Pot об'ємом 31 618 галонів.

На старій винокурні Old Midleton Distillery, збудованій у 1825 році, стоїть гігантський перегінний апарат Pot Pot на 31 618 галонів (119 687,09 літри), настільки великий, що навколо нього довелося будувати приміщення для перегонки. Хоча він більше не використовується, він залишається на місці всередині старої будівлі винокурні.
У 1823 році влада, визнавши проблеми з системою ліцензування, знизила мита вдвічі, і запровадила Акцизний закон 1823 року (4 Geo. 4. c. 94), який суттєво реформував існуюче законодавство, зробивши легальне винокуріння набагато привабливішим. [Зокрема, реформа усунула необхідність для винокурень поспішати з виробництвом, щоб виробити стільки (або більше) віскі, скільки буде сплачено мита, що призвело до підвищення ефективності використання палива та якості продукції, оскільки винокурні могли експлуатувати перегінні апарати в більш прийнятному темпі. Крім того, були зняті обмеження на тип і потужність використовуваних перегінних апаратів, що дало винокурням більше свободи у виборі обладнання. Ще однією важливою реформою стала зміна способу сплати мита. Раніше мито стягувалося щомісяця, виходячи з обсягу виробництва, тобто винокурні сплачували податок на віскі до його продажу. Однак, згідно з реформою, мито мало сплачуватися лише тоді, коли віскі було фактично продано, що зробило його зберігання в облігаціях більш привабливим, оскільки менша частина обігових коштів винокурні була б пов'язана з уже оподаткованими запасами.
Разом ці реформи значно покращили ситуацію в галузі винокуріння, що призвело до падіння нелегального виробництва віскі та буму інвестицій у легальні винокурні. У 1821 році, за два роки до реформ, в Ірландії було 32 ліцензовані винокурні. Лише через чотири роки (у 1827 році) ця кількість зросла до 82, а до 1835 року досягла 93 - піку 19-го століття. Зростання привабливості легальної дистиляції видно з масштабу використовуваного обладнання. До прийняття Акцизного закону 1823 року найбільший перегінний апарат в Ірландії мав місткість лише 750 галонів. Однак до 1825 року на Old Midleton Distillery працював перегінний апарат об'ємом 31 618 галонів, який залишається найбільшим з коли-небудь побудованих; Примітка: найбільший перегінний апарат у світі (станом на 2014 рік), розташований по сусідству на New Midleton Distillery, приблизно вдвічі менший - 16 498 галонів (75 000 літрів).
Внутрішній попит дещо знизився в середині 1800-х років через рух за тверезість 1830-х років та Великий голод 1840-х років (під час якого мільйон ірландців померли, а мільйон ірландців емігрували). Однак між 1823 і 1900 роками виробництво віскі в Ірландії все одно збільшилося в чотири рази, а завдяки доступу до закордонних ринків, наданому Британською імперією, ірландське віскі стало найпопулярнішим алкогольним напоєм у світі. «Дублінське віскі» користувалося особливою популярністю.

### Пік дублінського віскі
На початку 1800-х років Ірландія була найбільшим ринком збуту спиртних напоїв у Сполученому Королівстві, попит на них перевищував попит у більш густонаселеній Англії. Тому в міру розширення потужностей Ірландія стала найбільшим виробником спиртних напоїв у Сполученому Королівстві, а Дублін, на той час найбільший ринок збуту спиртних напоїв в Ірландії, перетворився на головний центр винокуріння. До 1823 року Дублін міг похвалитися п'ятьма найбільшими ліцензованими винокурнями в країні. На піку свого розвитку дублінські винокурні стали найбільшими у світі, із загальним обсягом виробництва майже 10 мільйонів галонів на рік, найбільша з яких, Roe's Thomas Street Distillery, виробляла понад 2 мільйони галонів на рік. 1878 року репутація дублінського віскі була такою, що шотландська компанія Distillers Company Ltd, яка побудувала винокурню в Дубліні, стверджувала, що дублінське віскі може продаватися з 25% надбавкою до ціни інших ірландських віскі, і що попит на нього в п'ять разів перевищував попит на шотландське віскі в той час. Хоча ці цифри, швидше за все, завищені, вони дають уявлення про пошану, якою користувався дублінський віскі, навіть серед шотландських винокурень. У цей період чотири найбільші дублінські винокурні компанії - Джон Джеймсон, Вільям Джеймсон, Джон Пауерс і Джордж Роу (всі вони були сімейними і разом відомі як «Велика четвірка») - стали домінувати в ірландському винокурному ландшафті. Основна продукція цих винокурень, відома як односолодове віскі або віскі «pure pot still», виготовлялася з суміші солодового та несолодженого ячменю і дистилювалася виключно в перегінних апаратах. Цей стиль, який спочатку виник як засіб уникнення податку на солод 1785 року, проіснував, хоча пізніше податок було скасовано. Насправді, навіть наприкінці 1880-х років лише дві з 28 існуючих на той час ірландських віскікурні виробляли односолодовий віскі, решта були непохитними у своїй відданості «чистому перегінному апарату».
У цей період, коли ірландське віскі перебувало в зеніті свого розвитку, важко було уявити, що скотч, який тоді вироблявся дрібними виробниками і був майже невідомий за межами Шотландії, незабаром стане провідним напоєм у світі, а ірландське віскі, на той час найпопулярніший у світі, вступить у століття занепаду, що завершиться закриттям усіх великих дублінських віскікурень. До кінця 20-го століття колись популярний чистий віскі, виготовлений мідних кубах, майже повністю зник, залишилося лише два спеціалізовані сорти - Green Spot і Redbreast, проте з 2010 року було випущено кілька нових сортів віскі.

### Перегінний апарат Коффі

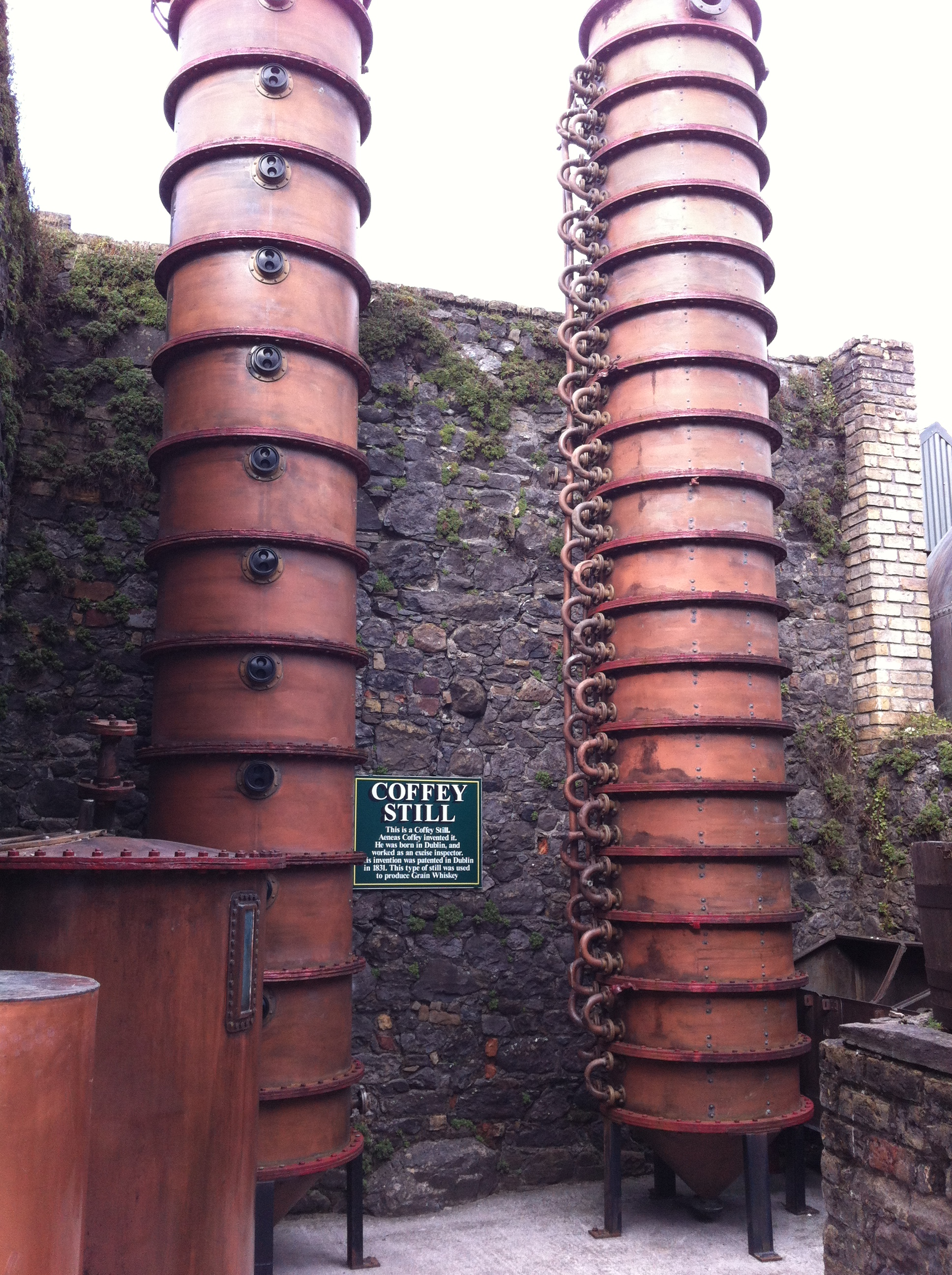
Перегінний апарат Кофі, встановлений на старій винокурні Tullamore у 1948 році, пізніше кілька років стояв без діла біля закритої на той час винокурні Kilbeggan.

Існувала низка факторів, як внутрішніх, так і зовнішніх, які призвели до цього занепаду. Однак одним з головних поворотних моментів стало патентування в 1832 році самогонного апарата "Coffey" Еніасом Коффі. За іронією долі, Коффі був колишнім генеральним інспектором акцизів в Ірландії, а згодом, після звільнення з акцизної служби, ірландським винокуром. Його патент, перегінний апарат Коффі, був апаратом безперервної дистиляції, який пропонував покращення традиційного перегінного апарата. Хоча подібні апарати безперервної дистиляції були запропоновані в минулому, в тому числі й іншими ірландськими дистиляторами, перегінний апарат Коффі виявився найефективнішим і незабаром набув широкого поширення.
На відміну від традиційних перегінних апаратів, які працювали періодично, перегінний апарати Коффі міг працювати безперервно. Це робило його дешевшими в експлуатації, оскільки він потребував менше палива, і був більш ефективними в роботі, виробляючи безперервний, швидкий вихід спирту. Крім того, оскільки технічно безперервна дистиляція передбачає проведення серії послідовних перегонок всередині автономного апарата, а не одноразову дистиляцію в перегінному апараті, перегінний апарат Коффі міг виробляти набагато міцніший спирт, ніж перегінні апарати до його. Однак ця перевага мала і зворотний бік. Внаслідок збільшення концентрації спирту в продукті, перегінний апарат Коффі видаляв деякі інші леткі компоненти, відповідальні за аромат. В результаті, їх використання виявилося вкрай суперечливим, коли вони були вперше представлені.
Ірландія була першим випробувальним майданчиком для перегінного апарата Коффі, де Еніас Коффі демонстрував їх на власній винокурні та пропонував іншим ірландським винокурням. Хоча до 1833 року в Ірландії працювало сім перегінних апаратів, їх використання не набуло широкого розповсюдження серед великих винокурень. Зокрема, велика четвірка дублінських винокурень, які пишалися своєю продукцією, висміювала її використання, ставлячи під сумнів, чи може їхній продукт, зерновий віскі, який вони називали нейтральним або тихим (тобто позбавленим смаку) спиртом, взагалі називатися віскі. І справа не в тому, що винокурні були луддитами, які боялися змін; їхні винокурні були одними з найсучасніших у світі. Вони просто були непохитними у своєму переконанні, що їхні існуючі методи дають змогу виробляти високоякісний віскі. [Наприклад, Джон Джеймсон випробував перегінний апарат Коффі на своїй винокурні, але вирішив не впроваджувати цю технологію, оскільки не був задоволений якістю продукту, який вона виробляла. Тому, зіткнувшись з опозицією в Ірландії, Еніас Коффі запропонував свій перегінний апарат англійським виробникам джину та шотландському віскі, які виявилися більш сприйнятливими, і де технологія набула широкого поширення.
Поширенню перегінного апарата Коффі в Шотландії опосередковано сприяв Великий голод в Ірландії 1840-х років, який призвів до скасування «Кукурудзяних законів», що з 1815 по 1846 рік обмежували імпорт дешевшого іноземного зерна до Британії та Ірландії. Після скасування законів у 1846 році дешеву американську кукурудзу можна було імпортувати і використовувати для виробництва нейтрального спирту в дистиляторах Коффі. Цей спирт, хоч і позбавлений смаку, можна було змішувати з традиційним спиртом, отриманим шляхом перегонки, для отримання дешевшого «купажованого віскі». Цей купажований віскі, який мав менш насичений смак, ніж чистий, виявився популярним у Британії, відвоювавши значну частку ринку в ірландського віскі, виготовленого на перегінному апараті.
Незважаючи на зміну смаків і падіння частки ринку, ірландські дистилятори у продовж багатьох років вперто опиралися впровадженню перегінного апарата Коффі, а деякі з них виступали за обмеження на його використання. Наприклад, у 1878 році великі дублінські винокурні спільно опублікували брошуру під назвою «Правда про віскі», в якій вони назвали продукцію перегінного апарата Коффі «хорошою, поганою або байдужою; але це не може бути віскі, і його не слід продавати під такою назвою». [У 1904 році, майже через сімдесят років після того, як дистиляційний апарат Коффі був запатентований, старший менеджер найбільшої сільської винокурні Ірландії, Allman's of Bandon, наклав пряму заборону на впровадження дистиляційних апаратів Коффі на своїй винокурні, незважаючи на протидію директора.
Справа дійшла до апогею в 1908 році, коли була призначена королівська комісія для розслідування цього питання. На той час 60% усього віскі, виробленого у Британії та Ірландії, виготовлялося у перегінних апаратах Коффі. 1909 року королівська комісія врегулювала суперечку, оголосивши, що віскі може бути продуктом перегонки як у перегінних апаратах Коффі, так і в дистиляторах. Для порівняння, подібні дебати відбувалися і у Франції: згідно з французьким законодавством, коньяк має проходити подвійну дистиляцію у перегінних апаратах, а перегонки у перегінних апаратах Коффі допустимі при виробництві арманьяку.

### Галузь у занепаді
На додаток до появи купажованого віскі та нездатності ірландських віскікурень врахувати його привабливість для мінливих смаків, існувала низка додаткових проблем, які чинили додатковий тиск на ірландських віскікурень: війна за незалежність Ірландії, подальша громадянська війна і торгова війна з Великою Британією (яка припинила експорт віскі до Великої Британії та всіх країн Співдружності, на той час найбільшого ринку збуту ірландського віскі); сухий закон у США (1920-1933 рр.), який суттєво обмежив експорт на другий за величиною ринок збуту ірландського віскі (у 1800-х роках на ірландське віскі припадало понад 60% продажів віскі в США); поширена підробка ірландського віскі в Америці та Британії; протекціоністська політика, запроваджена урядом Ірландської Вільної Держави, яка значно обмежила експорт віскі в надії обкласти податками внутрішнє споживання; і, нарешті, надмірне розширення та неефективне управління на кількох ірландських віскікурнях. Разом ці фактори значно ускладнили експорт і призвели до того, що багато винокурень зазнали економічних труднощів і припинили свою діяльність, а на початку 20-го століття Шотландія випередила Ірландію, ставши найбільшим виробником віскі у світі.
Коли британський історик Альфред Барнард опублікував свій звіт про винокурні Британії та Ірландії у 1887 році, в Ірландії працювало 28 винокурень. До 1960-х років з них залишилося лише кілька, і в 1966 році три з них (John Jameson, Powers і Cork Distilleries Company) вирішили об'єднати свою діяльність під назвою Irish Distillers, закрити існуючі заводи і сконцентрувати виробництво на новому спеціально побудованому заводі, який мав бути збудований поруч зі старою віскікурнею Old Midleton в графстві Корк. У 1972 році до них приєдналася ще одна ірландська компанія - Bushmills, тож до середини 1970-х років в Ірландії працювали лише дві віскікурні - New Midleton Distillery та Old Bushmills Distillery, які належали Irish Distillers, і лише одна з них працювала в золоті роки ірландського віскі.
У період консолідації виробництво досягло мінімуму - близько 400 000-500 000 ящиків на рік, порівняно з піком у 12 мільйонів ящиків близько 1900 року.

### Відродження
Наприкінці 1980-х років почалося тривале і повільне відродження ірландської віскі-індустрії, коли у 1987 році Джон Тілінг заснував віскікурню Cooley Distillery, а у 1988 році компанія Pernod Ricard поглинула Irish Distillers, що призвело до збільшення обсягів продажу ірландського віскі, зокрема Jameson, за кордоном.
Починаючи з 1990-х років, ірландський віскі пережив значне відродження, і у продовж наступних двадцяти років він був найбільш швидкозростаючим алкогольним напоєм у світі, з щорічним зростанням приблизно на 15-20% на рік. У 2010 році віскікурня Kilbeggan Distillery, яка була закрита в 1954 році, була повністю відкрита компанією Teeling. Ірландські винокурні, які працювали за менш суворими правилами, ніж шотландські виробники, експериментували з новими смаками, методами та коктейлями.
До червня 2019 року кількість діючих віскікурень зросла до 25, і ще кілька перебували на стадії планування. Станом на 2017 рік у віскі-індустрії Ірландії на постійній основі було зайнято близько 750 осіб. Крім того, за оцінками, галузь забезпечує підтримку ще 4200 робочих місць у сільському господарстві та інших секторах економіки. [Станом на 2018 рік продажі ірландського віскі становили 10,7 мільйона 9-літрових ящиків у порівнянні з 4,4 мільйона ящиків у 2008 році, при цьому прогнозується, що до 2020 року продажі перевищать 12 мільйонів ящиків (історичний пік), а до 2030 року - 24 мільйони У 2021 році річний обсяг продажів становив 14 мільйонів ящиків (168 мільйонів пляшок), а у 2022 році на острові налічувалося 42 віскікурні.

## Процес
Ірландське віскі має більш м'який посмак, на відміну від димних, земляних ноток, характерних для шотландського віскі, які здебільшого походять від сушіння солодженого ячменю за допомогою торф'яного диму. За межами Шотландії торф рідко використовується в процесі солодження. В обох країнах існують помітні винятки з цих правил. Прикладами можуть слугувати торф'яний ірландський солодовий віскі Connemara виготовлений на винокурні Cooley в Кулі, графство Лут; віскі Pearse з винокурні Pearse Lyons в Дубліні; і торф'яний Dunville's з винокурні Echlinville.

## Різновиди ірландського віскі
Ірландський віскі буває декількох видів, причому назва стилю залежить від типу використовуваного зерна і процесу дистиляції.

### Single malt irish whiskey
Односолодове ірландське віскі
Віскі, виготовлене на 100% з солодового ячменю, дистильованого два або три рази в (переважно в мідному) перегінному кубі в межах однієї винокурні (на території Ірландії) і витримане мінімум 3 роки в дубових бочках (на території Ірландії), називається односолодовим ірландським віскі, стиль якого також часто асоціюється з шотландським віскі.

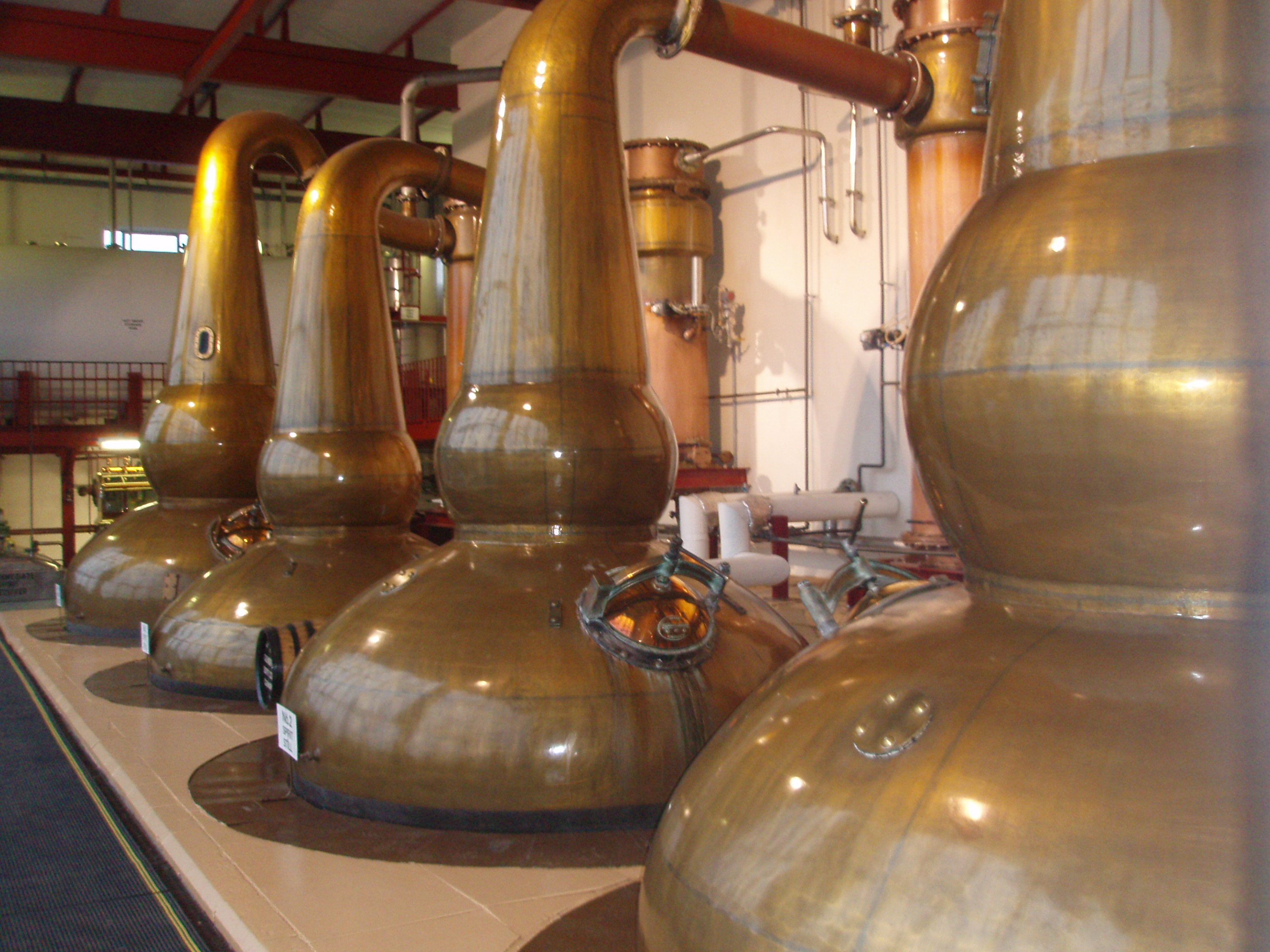
pot still

### Single pot still end pot still whiskey
Сінгл пот стіл і пот стіл віскі
Якщо напій проходить усі стадії виготовлення на одній вискокурні, його називають single pot still whiskey, інакше це просто віскі pot still whiskey. Віскі виготовляється із суміші солодового та несолодженого ячменю, дистильованого два або три рази в (переважно в мідному) перегінному кубі в межах однієї винокурні (на території Ірландії) і витримане мінімум 3 роки в дубових бочках (на території Ірландії).

### Grain whiskey
Зерновий віскі
Віскі виготовлений з солодового ячменю (макс. 30%), несолодженого ячменю та інших несолоджених зернових культур, включаючи кукурудзу і пшеницю; дистилюється в колонних апаратах Coffey still.

### Blended whiskey
Купажований віскі
Суміш вищезгаданих стилів. Незалежно від того, чи виготовлений купажований віскі шляхом змішування зернового віскі з односолодовим віскі, чи з односолодовим віскі, чи з односолодовим віскі, чи з обома, він маркується з використанням однієї і тієї ж термінології. Купажовані віскі зараз є найпоширенішим стилем як ірландського, так і шотландського віскі.

## Дистилерії Ірландського віскі

### Чинні дистилерії
За даними Ірландської асоціації віскі, станом на грудень 2019 року в Ірландії працювали 32 дистилерії віскі. Однак багато з них були недавно створені та ще не витримали власний спирт для продажу як віскі:
- Achill Island Distillery, графство Мейо (засн. 2015) – виробляє віскі бренду Irish American.
- Ballykeefe Distillery, графство Кілкенні (засн. 2017) – випустила власний віскі у березні 2021. Також виробляє горілку, джин і потін.
- Baoilleach Distillery, графство Донегол (засн. 2019) – виробляє джин і потін, планує розпочати виробництво віскі на початку 2022.
- Blacks of Kinsale, графство Корк (засн. 2015) – виробляє віскі, джин і ром.
- Blackwater Distillery, графство Вотерфорд (засн. 2014) – наразі виробляє різні види джину. Планує випустити власний віскі у 2022.
- Boann Distillery, графство Міт (засн. 2019).
- Boatyard Distillery, графство Фермана (засн. 2016) – наразі виробляє джин і горілку, віскі витримується.
- Burren Whiskey Distillery, графство Клер (засн. 2019).
- Clonakilty Distillery, графство Корк (засн. 2016) – відкрита для відвідувачів у березні 2019.
- Connacht Whiskey Company, графство Мейо (засн. 2014) – випустила свій перший віскі у червні 2021. Також виробляє джин, горілку і пучін та продає односолодовий віскі з інших дистилерій.
- Cooley Distillery, графство Лаут (засн. 1987) – на момент відкриття була єдиною незалежною дистилерією в Ірландії. Разом із сестринською дистилерією в Kilbeggan виробляє віскі Connemara, Tyrconnell, Kilbeggan та 2Gingers. З 2011 року належить Suntory Global Spirits.
- Copeland Distillery, графство Даун (засн. 2019) – наразі виробляє джин, ром і віскі.
- Crolly Distillery, графство Донегол (засн. 2020) – виробляє односолодовий віскі, виробництво розпочато у листопаді 2020.
- Dingle Distillery, графство Керрі (засн. 2012) – виробляє джин, горілку і віскі. Перші партії віскі випущені наприкінці 2016.
- Dublin Liberties Distillery, Дублін (засн. 2018) – відкрита для відвідувачів у лютому 2019.
- Echlinville Distillery, графство Даун (засн. 2013) – перша дистилерія у Північній Ірландії, що отримала ліцензію на дистиляцію за майже 125 років.
- Glendalough Distillery, графство Віклоу (засн. 2013) – наразі витримує та доробляє віскі з інших дистилерій, також виробляє джин і потін.
- Glendree Distillery, графство Клер (засн. 2019) – наразі виробляє горілку, віскі витримується.
- Great Northern Distillery, графство Лаут (засн. 2015).
- Hinch Distillery, графство Даун (засн. 2020) – виробництво розпочалося у листопаді 2020.
- Kilbeggan Distillery, графство Вестміт (засн. 1757, перезапущена 2007).
- Killowen Distillery, графство Даун (засн. 2019).
- Lough Gill Distillery, графство Слайго (засн. 2019).
- Lough Mask Distillery, графство Мейо (засн. 2019).
- Micil Distillery, Голвей (засн. 2016) – виробляє потін і джин.
- New Midleton Distillery, графство Корк (засн. 1975) – виробляє Jameson, Powers, Paddy, Midleton, Redbreast тощо.
- Old Bushmills Distillery, графство Антрім (засн. 1784).
- Pearse Lyons Distillery, Дублін (засн. 2017).
- Powerscourt Distillery, графство Віклоу (засн. 2018).
- Rademon Estate Distillery, графство Даун (засн. 2015).
- Roe & Co Distillery, Дублін (засн. 2019).
- Royal Oak Distillery, графство Карлоу (засн. 2016).
- Shed Distillery, графство Літрім (засн. 2014).
- Slane Distillery, графство Міт (засн. 2018).
- Sliabh Liag Distillery, графство Донегол (засн. 2016).
- Tipperary Distillery, графство Тіпперері (засн. 2020).
- Teeling Distillery, Дублін (засн. 2015) – перша нова дистилерія в Дубліні за понад 125 років.
- Tullamore Distillery, графство Оффалі (засн. 2014).
- Waterford Distillery, Вотерфорд (засн. 2016).
- West Cork Distillers, графство Корк (засн. 2003).

### Заплановані або на стадії будівництва
По всій Ірландії заплановані або знаходяться на стадії будівництва інші дистелерії. Крім згаданого вище спиртзаводу Glendalough distillery, який раніше вже виробляв спирт, до запланованих спиртзаводів відносяться:
- Ballymore Distillers – графство Кілдер
- Belfast Distillery – графство Антрім
- Cape Clear Distillery – графство Корк
- Fore Distillery – графство Вестміт
- Gortinore – графство Вотерфорд
- Irish Whitetail Distillery – графство Лаут
- Killarney Distillery – графство Керрі
- Kinnitty Castle Distillery – графство Оффалі
- Lough Neagh Distillery – графство Арма
- Lough Ree – графство Лонгфорд
- Matt D'Arcy & Co. – графство Даун
- McAllister Distillery – графство Голвей
- Monasterevin Distillery – графство Кілдер
- Nephin Distillery – графство Мейо
- Old Carrick Mill – графство Монаган
- Scotts Irish Whiskey – графство Фермана
- Skellig Six18 – графство Керрі
- Stewart's Mill Distillery – графство Роскоммон
- Wayward Irish Spirits – графство Керрі

## Регулювання та маркування

### Юридичне визначення
Ірландський віскі є захищеним європейським географічним зазначенням (European Geographical Indication GI) відповідно до Регламенту (ЄС) № 110/2008. Станом на 29 січня 2016 року виробництво, маркування та маркетинг ірландського віскі повинні бути перевірені ірландськими податковими органами на відповідність технічному файлу для ірландського віскі, розробленому Міністерством сільського господарства у 2014 році.
Основні вимоги включають специфікації, згідно з якими ірландський віскі повинен:
- бути дистильованим і витриманим на острові Ірландія (що включає в себе Республіку Ірландія та Північну Ірландію) з сусла солодових злаків з додаванням або без додавання цільних зерен інших злаків, і який був

- оцукрований діастазою солоду, що міститься в ньому, з іншими природними ферментами або без них

- зброджений під дією дріжджів;

- дистильований з міцністю спирту менше 94,8% об'ємних одиниць таким чином, що дистилят має аромат і смак, що походять від використаних матеріалів, і до нього додана лише звичайна вода і карамельний колір;
- за умови витримки кінцевого дистиляту не менше трьох років у дерев'яних бочках, наприклад, дубових, ємністю не більше 700 літрів (185 американських галонів; 154 імпортних галонів)
- Зберігати колір, аромат і смак, отримані в результаті вищезгаданого виробничого процесу
- Мати мінімальний об'ємний вміст спирту 40%.

Окремі технічні специфікації для трьох сортів ірландського віскі: «односолодового», «однозернового», «пот стіл», а також «купажованого» (суміш двох або більше з цих сортів) також викладені в технічному файлі. Використання терміну «односолодовий» для вищезгаданих сортів допустиме лише в тому випадку, якщо віскі повністю переганяється на території однієї віскікурні.

### Маркування
Існує кілька правил, що регулюють маркування ірландського віскі, зокрема:
- Алкогольні напої не повинні маркуватися, пакуватися, продаватися, рекламуватися або просуватися таким чином, щоб можна було припустити, що вони є ірландським віскі або будь-яким з його різновидів, якщо вони не відповідають відповідним вимогам;
- Будь-яке зазначення віку повинно стосуватися віку наймолодшого використаного віскі;
- Хоча ірландський віскі традиційно пишеться через «е», тобто Irish whiskey, він також може продаватися як «Irish whisky».